# Wydział Inżynierii Środowiska Politechniki Lubelskiej
Wydział Inżynierii Środowiska Politechniki Lubelskiej – jeden z sześciu wydziałów Politechniki Lubelskiej. Jego siedziba znajduje się przy ul. Nadbystrzyckiej 40B w Lublinie.

## Struktura
- Instytut Inżynierii Ochrony Środowiska
  - Zakład Technologii Wody i Ścieków
  - Zakład Jakości Powietrza Zewnętrznego i Wewnętrznego
  - Zakład Zaawansowanych Technik Utleniania
- Instytut Inżynierii Odnawialnych Źródeł Energii
  - Zakład Zrównoważonego Rozwoju
  - Zakład Fizyki Technicznej i Ekobudownictwa
  - Zakład Inżynierii Paliw Alternatywnych
- Katedra Zaopatrzenia w Wodę i Usuwania Ścieków
- Laboratorium Analiz Środowiskowych[2]

## Kierunki studiów
- Inżynieria Środowiska
- Ochrona Środowiska
- Fizyka Techniczna
- Inżynieria Odnawialnych Źródeł Energii[3]

## Władze
- Dziekan: prof. dr hab. inż. Beata Kowalska
- Prodziekan ds. studenckich: dr inż. Andrzej Raczkowski
- Prodziekan ds. rozwoju: dr inż. Aneta Czechowska-Kosacka, prof. uczelni